# Yitzhak Rabin (album)
Albums de Alpha Blondy
Grand Bassam Zion Rock Elohim
Yitzhak Rabin est le onzième album d'Alpha Blondy, sorti en 1998, d'abord enregistré à Kingston, en Jamaïque, dans les célèbres studios Tuff Gong où Rita Marley et Judith Mowatt participent à l'album.
Celui-ci rend hommage au Premier ministre israélien Yitzhak Rabin assassiné en 1995.

## Liste des titres
1. New dawn
2. Yitzhak Rabin
3. Assinie Mafia
4. Les imbéciles
5. Armée française
6. Hypocrites
7. Guerre civile
8. Saraka
9. Les larmes de Thérèse
10. Lalogo
11. Maïmouna
12. Bakôrôni